# Laretia acaulis
Laretia acaulis là một loài thực vật có hoa trong họ Hoa tán. Loài này được (Cav.) Gillies & Hook. mô tả khoa học đầu tiên năm 1830.